# 奥里亚娜·翁多诺
奥里亚娜·翁多诺（法語：Oriane Ondono，1996年4月14日—），法国女子手球运动员，2021年世界女子手球锦标赛银牌得主、2023年世界女子手球锦标赛金牌得主、2024年夏季奥林匹克运动会女子银牌得主。